# セントラルパークでシング・シング・シング
セサミストリート: セントラルパークでシング・シング・シング（Sesame Street Jam: A Musical Celebration）は、1994年3月6日にPBSで放送されたアメリカ合衆国のセサミストリートの特別番組、その前の1993年10月29日には『Sesame Street: 25 Wonderful Years』のタイトルでDVDを発売している、本編の内容は同じであるものの、コーナーは差し替えられている。日本では1995年1月2日にNHK教育で「セサミストリートスペシャル」と題して、9:00 - 9:50（JST）で放送された。

## ストーリー
セサミストリートの仲間たちが、セントラルパークで歌ったり遊んだり! 何だか今日は、楽しいことだらけ!

## 出演者
| マペット/登場人物        | 担当俳優                                                              | 日本語吹替                              |
| ------------------------ | --------------------------------------------------------------------- | --------------------------------------- |
| ビッグバード             | キャロル・スピニー                                                    | 水島裕                                  |
| カウント伯爵             | ジェリー・ネルソン                                                    | 江原正士                                |
| マムフォード             | ジェリー・ネルソン                                                    | 永井一郎                                |
| テリー                   | マーティン・ロビンソン                                                | 玄田哲章                                |
| プレーリー・ドーン       | フラン・ブリル                                                        | 木藤聡子                                |
| ハンフリー               | デヴィッド・ラッドマン                                                | 長嶋雄一                                |
| ベビー・ナターシャ       | ケビン・クラッシュ                                                    | 神代知衣                                |
| サルのジョーイとデイビー | ジョーイ・マッツァリーノ (ジョーイ) デヴィッド・ラッドマン (デイビー) | 長嶋雄一 (ジョーイ) 鈴木勝美 (デイビー) |
| サビオン                 | セビアン・グローバー                                                  | 鳥海勝美                                |

- 日本語版製作スタッフ - 野口尊子 (吹替翻訳)、加藤敏 (吹替演出)、橋本二三郎、遠藤尭雄

## 放送されたコーナー
※すべて日本語字幕で放送されている。
| コーナー | タイトル                                | 担当                        |
| -------- | --------------------------------------- | --------------------------- |
| 歌       | ADVENTURE                               | アン・ヴォーグ              |
| 文字の歌 | CはクッキーのC                          | マリリン・ホーン            |
| 歌       | Rubber Duckie's Song                    | リトル・リチャード          |
| 文字の歌 | 文字の"O"のうた                         | クィーン・ラティファ        |
| 歌       | I Don't Want to Live on the Moon        | アーニー アーロン・ネヴィル |
| 歌       | 鏡の中のモンスター (セレブレーション版) | グローバー                  |
| 歌       | Elmo and The Lavendar Moon              | エルモ ロス・ロボス         |

主なゲスト:アン・ヴォーグ、レディスミス・ブラック・マンバーゾ